# Kanton Cherbourg-en-Cotentin-4
Kanton Cherbourg-en-Cotentin-4 ( voorheen Kanton Équeurdreville-Hainneville )  is een kanton van het Franse departement Manche. Het kanton omvat uitsluitend Équeurdreville-Hainneville, sinds 1 januari 2016 een deelgemeente van Cherbourg-en-Cotentin, en maakt deel uit van het arrondissement Cherbourg.

## Geschiedenis
Tot 22 maart 2015 omvatte het kanton Équeurdreville-Hainneville ook de gemeente Querqueville, dat op die dag de hoofdplaats werd van het nieuwgevormde kanton La Hague, en de gemeenten Nouainville, Sideville, Teurthéville-Hague en Virandeville, die werden opgenomen in het eveneens nieuwgevormde kanton Cherbourg-Octeville-3.
Op 5 maart 2020 werd het kanton officieel hernoemd naar Cherbourg-en-Cotentin-4 in overeenkomst met de naam van zijn hoofdplaats.
Agon-Coutainville · Avranches · Bréhal · Bricquebec-en-Cotentin · Carentan-les-Marais · Cherbourg-en-Cotentin-1 · -2 · -3 · -4 · -5 · Condé-sur-Vire · Coutances · Créances · Granville · La Hague · Isigny-le-Buat · Le Mortainais · Les Pieux · Pont-Hébert · Pontorson · Quettreville-sur-Sienne · Saint-Hilaire-du-Harcouët · Saint-Lô-1 · -2 · Valognes · Val-de-Saire · Villedieu-les-Poêles